# King Camp Gillette

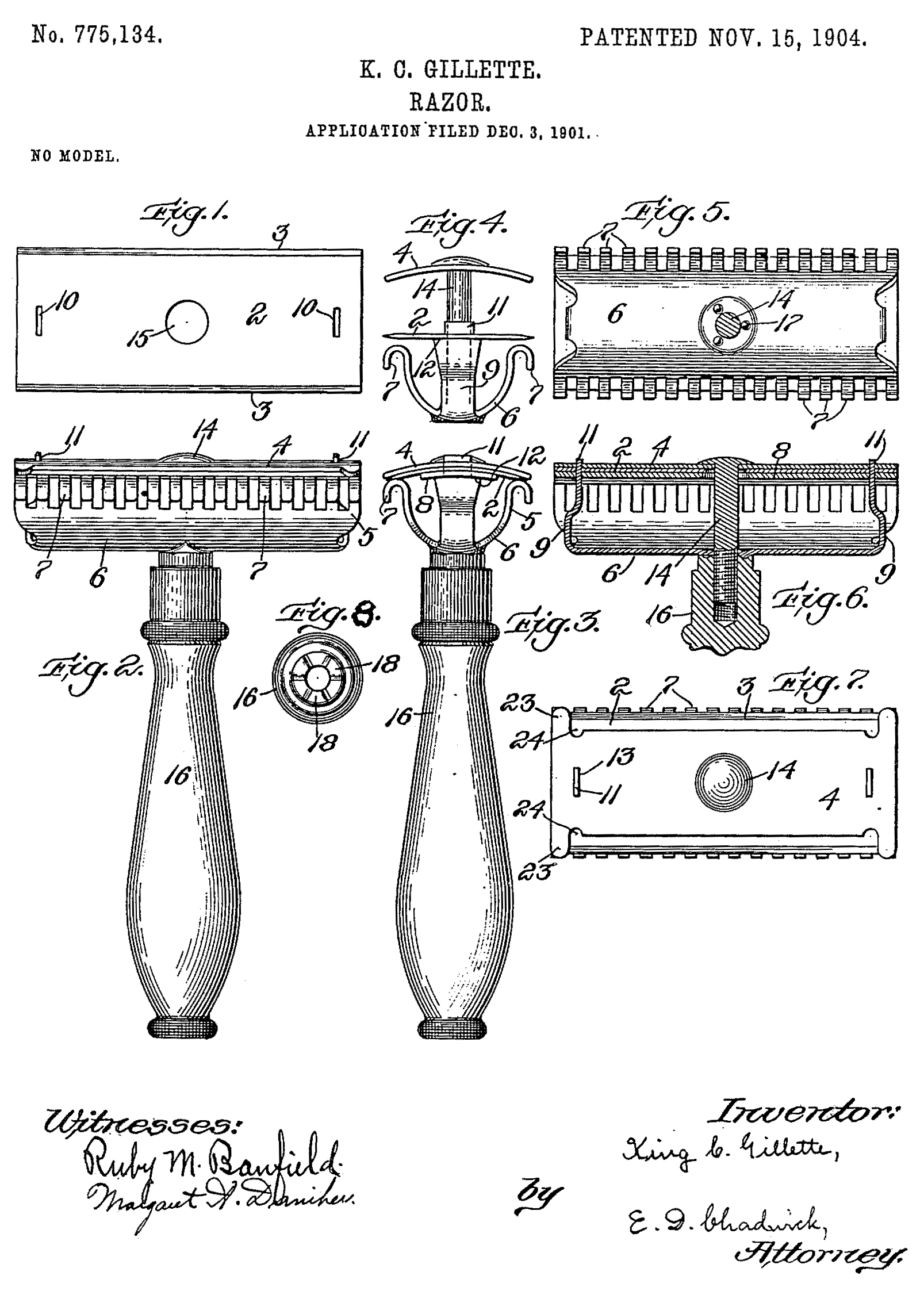
Patente dibujo de la Navaja.

King Camp Gillette (Fond du Lac, Wisconsin, 5 de enero de 1855-Los Ángeles, California, 9 de julio de 1932) fue un empresario estadounidense conocido por ser el inventor de la maquinilla de afeitar. Aunque ya existían varios modelos previos al diseño de Gillette, su principal innovación fue una hoja delgada y de bajo costo, fabricada en acero estampado y desechable.
A Gillette se le atribuye la creación del llamado modelo de maquinillas de afeitar y cuchillas, en el que se venden maquinillas de afeitar a precios bajos para aumentar el mercado de las hojas, aunque en realidad solo adaptó este modelo de negocio después de que lo hicieran sus competidores.
Para comercializar sus productos fundó en 1901 la empresa The American Safety Razor Company, que cambió su nombre a Gillette Safety Razor Company en julio de 1902. Comenzó la producción en 1903, en que vendió 51 maquinillas y 168 cuchillas, mientras que al año siguiente, con una política de precios bajos, vendió 90.884 maquinillas y 123.648 cuchillas. En 1908 la empresa ya se había establecido en Estados Unidos, Canadá, Francia y el Reino Unido. En 1915 las ventas de cuchillas superaban los setenta millones de unidades.

## Biografía
Su familia llegó a Massachusetts desde Inglaterra en 1830. King Camp nació el 5 de enero de 1855 en Fond du Lac, Wisconsin, y se estableció en Chicago, Illinois. Su familia sufrió el gran incendio de Chicago, en 1871.
Mientras trabajaba como vendedor de Crown Cork and Seal Company en los años 1890, vio los tapones corona de las botellas, que vendía, que se desechaban después de abrir las botellas. Esto le dio la idea de basar un negocio en productos que fueran utilizados pocas veces y luego desechados. Los hombres se afeitaban hasta entonces con navajas de afeitar que debían afilarse diariamente con una correa de cuero. Encontrar una cuchilla que se pudiera desechar una vez perdido el filo a coste razonable permitiría satisfacer una necesidad real y podría ser fácilmente rentable. 
Las maquinillas de afeitar ya existían desde mediados del siglo XIX pero utilizaban una hoja de metal forjado. En los años 1870, los Hermanos Kampfe presentaron un nuevo modelo de rasuradora. Gillete mejoró estos diseños iniciales e introdujo la hoja de acero estampado para la cuchilla. La navaja de Gillete salió al mercado al sustancioso precio de 5 dólares (cerca de 140 dólares de 2014) –la mitad de salario promedio semanal de un trabajador– y aun así vendía millones de unidades.
La parte más difícil del desarrollo fue el diseño de las hojas, ya que el acero barato era difícil de trabajar y de afilar. Esto explica el retraso entre la idea inicial y la aparición del producto. Steven Porter, colaborador de Gillette, uso sus diseños para crear la primera navaja desechable que funcionó. William Emery Nickerson, experto maquinista y socio de Gillette, modificó el modelo original, mejorando el mango para poder soportar mejor la hoja de acero. Nickerson diseñó también la maquinaria para la fabricación de las maquinillas.
Para vender el producto, Gillette fundó la American Safety Razor Company el 28 de septiembre de 1901 (cambiando el nombre de la compañía a Gillette Safety Razor Company en julio de 1902). Gillette obtuvo el registro de patente (0056921). La producción se inició en 1903, año en que solo vendió 51 navajas y 168 hojas.
El segundo año vendió 90.884 navajas y 123.649 hojas, en parte gracias al descenso de los precios, a la automatización de la fabricación y a una buena campaña de publicidad. La venta y distribución fueron gestionadas por la compañía Townsed and Hunt, absorbida posteriormente por la matriz por 300 mil dólares en 1906. En 1908, la compañía tenía fábricas en Estados Unidos, Canadá, Gran Bretaña, Francia y Alemania. La venta de navajas fue de 450.000 unidades y la de cuchillas hojas superó los 70 millones de unidades en 1915. 
En 1917, con la entrada de Estados Unidos en la Primera Guerra Mundial, la compañía entregó a todos los soldados estadounidenses un set de afeitado pagado por el gobierno. King Camp vetó un plan para la venta de los derechos de su patente a Europa, creyendo con razón que Europa podría convertirse en un gran mercado. Posteriormente, Gillette y John Joyce, otro de los directivos de la compañía, iniciaron una batalla por el control de la empresa. Finalmente, Gillette vendería su parte a Joyce, pero su nombre permanecería como marca. En los años 1920 la patente expiró y Gillette Safety Razor Company aumentó la búsqueda de nuevos modelos ante la perspectiva de que, aunque las mejoras fueran mínimas, eso serviría para seguir atrayendo clientes.
La Gran Depresión en 1929 estuvo a punto de llevar a King Camp Gillette a la bancarrota. Murió el 9 de julio de 1932 en Los Ángeles, California. Fue sepultado en los niveles más bajos de Begonia Corridor in the Great Mausoleum localizado en Forest Lawn Memorial Park Cemetery en Glendale, California.

## Vida personal
Gillette fue un socialista utópico. Publicó un libro titulado The Human Drift (El humano a la deriva) en 1894, en el que abogaba porque todas las industrias del país debían ser controladas por una corporación única dirigida por el pueblo como único dueño y que toda la población de los Estados Unidos debería vivir en una ciudad gigante llamada Metrópolis abastecida por las Cataratas del Niágara. Un libro posterior titulado World Corporation (Corporación mundial) de 1910 fue un proyecto para la creación de una compañía con esta visión. Ofreció a Theodore Roosevelt la presidencia de la compañía, pero Roosevelt declinó la oferta. Su último libro, The People's Corporatión (La corporación de la gente) y escrito junto a Upton Sinclair en 1924 sirvió de inspiración posterior a Glen H. Taylor.
Gillette se casó en 1890 con Alanta "Lantie" Ella Gaines (12 de octubre de 1868 - 28 de agosto de 1951). Tuvieron un hijo, King Gaines Gillette (18 de noviembre de 1891 - 18 de junio de 1955).
En su vida posterior, viajó extensamente y fue universalmente conocido por su retrato en los paquetes de hojas de afeitar. La gente se sorprendía que fuera una personal real y no solamente una imagen de propaganda. Según se cuenta en la compañía Gillette, la gente pedía navajas "con la cara de un hombre".
Alrededor de 1922 o 1923, construyó su residencia en 324 Overlook Road, en "The Mesa" distrito de Palm Springs. Un terreno de 4800 pies (450 m²) siendo su hogar principal con 720 pies (67 m²) su casa de huéspedes. Las casas, ocupaban un acre (4000 m²) de tierra, que permanecieron en su estado original.
A finales de los años 1920 Gillette fue conocido como frecuente huésped de Nellie Coffman, propietaria de Desert Inn en Palm Springs. Se le veía frecuentemente en los patios y en el salón con una andrajosa y vieja bata de baño. Preguntada Coffman acerca de por qué permitía que una persona con ese aspecto anduviera por su establecimiento, respondía: "Porque es King C. Gillette. Practicamente ha mantenido este lugar en los últimos años".

## Legado
La compañía continúa en funcionamiento a día de hoy, con la marca Gillette de Procter & Gamble.
Algunas compañías en la industria de publicidad citan a Gillette como uno de los innovadores que revolucionaron el Freebie marketing. The Gillette Company continúa en funcionamiento a través de una gran variedad de marcas que incluyen Gillette, Braun, (cepillos dentales electrónicos), Oral-B (hilos y cepillos dentales) y Duracell (pilas). En 2005, la compañía fue vendida a Procter & Gamble por 57000 millones de dólares estadounidenses. Ahora es conocida como Global Blades & Razors, en la que Gillette es una unidad de negocios dentro de Procter & Gamble.

## El rancho de King Gillette
King Gillette adquirió la propiedad de un gran rancho en las Montañas de Santa Monica cerca de Calabasas en el sur de California en 1926. La planta y los edificios del rancho, fueron diseñados y construidos para Gillette a fines de los años 1920 por el renombrado y famoso arquitecto Wallace Neff. El estilo de la arquitectura es neocolonial español. Tras su muerte, su esposa vendió la casa a Clarence Brown, un director de películas de la MGM que lo utilizó como sede de fiestas para Hollywood. En 1952, Bob Hope compró la propiedad y la donó a la orden claretiana de la Iglesia católica, que la utilizó como un seminario durante 25 años. Elizabeth Clare Profhet, fundadora de la Iglesia Universal y Triunfante, compró la propiedad en 1978 y dirigió desde ella su iglesia New Age hasta 1986 cuando la Universidad Soka de America compró los terrenos.
Después de que la Universidad se trasladara, The King Gillette ranch fue comprado conjuntamente por las agencias Mountains Recreation and Conservation Authority, National Park Service, Santa Monica Mountains Conservancy y California State Parks por 35 millones de dólares, que dispusieron el rancho para uso público. Estas agencias financiaron también un centro de visitantes en la propiedad por 8.4 millones de dólares. El 30 de junio de 2007, los 588 acres (2.38 kgrs2) de King Gillette Ranch abrieron al público como un parque.
Desde 2009 el rancho ha sido utilizado por la NBC para sus reality show The Biggest Loser (El gran perdedor).